# Champfromier
 (août 2012).
Champfromier est une commune française, située dans le département de l'Ain en région Auvergne-Rhône-Alpes.

## Géographie
Champfromier (Ain), distante d'une quinzaine de kilomètres de Bellegarde-sur-Valserine, se situe sur la route d'accès au col de la Faucille par le sud-ouest du Jura.
Le village se trouve à l'entrée de la vallée de la Valserine et fait partie du parc naturel régional du Haut-Jura (massif du Haut Jura Sud).

### Climat
Pour des articles plus généraux, voir Climat d'Auvergne-Rhône-Alpes et Climat de l'Ain.
En 2010, le climat de la commune est de type climat de montagne, selon une étude du CNRS s'appuyant sur une série de données couvrant la période 1971-2000. En 2020, Météo-France publie une typologie des climats de la France métropolitaine dans laquelle la commune est exposée à un climat de montagne ou de marges de montagne et est dans la région climatique Jura, caractérisée par une forte pluviométrie en toutes saisons (1 000 à 1 500 mm/an), des hivers rigoureux et un ensoleillement médiocre.
Pour la période 1971-2000, la température annuelle moyenne est de 9,3 °C, avec une amplitude thermique annuelle de 17,3 °C. Le cumul annuel moyen de précipitations est de 1 689 mm, avec 12,1 jours de précipitations en janvier et 9,1 jours en juillet. Pour la période 1991-2020, la température moyenne annuelle observée sur la station météorologique de Météo-France la plus proche, sur la commune de Giron à 5 km à vol d'oiseau, est de 8,4 °C et le cumul annuel moyen de précipitations est de 1 672,4 mm,. Pour l'avenir, les paramètres climatiques de la commune estimés pour 2050 selon différents scénarios d'émission de gaz à effet de serre sont consultables sur un site dédié publié par Météo-France en novembre 2022.

## Urbanisme

### Typologie
Au 1er janvier 2024, Champfromier est catégorisée commune rurale à habitat dispersé, selon la nouvelle grille communale de densité à 7 niveaux définie par l'Insee en 2022.
Elle est située hors unité urbaine et hors attraction des villes,.

### Occupation des sols
L'occupation des sols de la commune, telle qu'elle ressort de la base de données européenne d’occupation biophysique des sols Corine Land Cover (CLC), est marquée par l'importance des forêts et milieux semi-naturels (91 % en 2018), en augmentation par rapport à 1990 (89,5 %). La répartition détaillée en 2018 est la suivante : 
forêts (89,1 %), prairies (7 %), zones urbanisées (2 %), milieux à végétation arbustive et/ou herbacée (1,9 %).
L'évolution de l’occupation des sols de la commune et de ses infrastructures peut être observée sur les différentes représentations cartographiques du territoire : la carte de Cassini (XVIIIe siècle), la carte d'état-major (1820-1866) et les cartes ou photos aériennes de l'IGN pour la période actuelle (1950 à aujourd'hui).

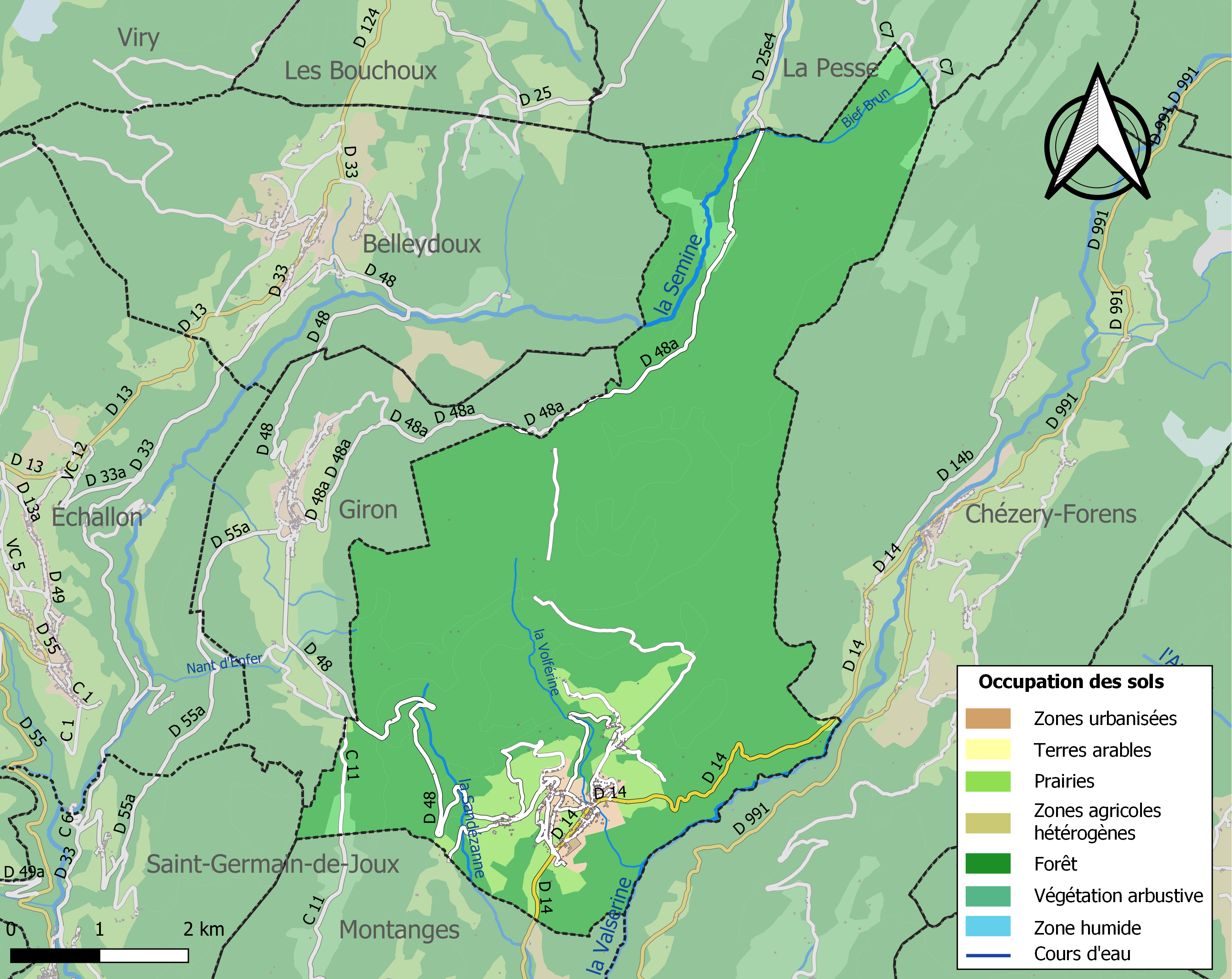
Carte des infrastructures et de l'occupation des sols de la commune en 2018 (CLC).

## Histoire

### Préhistoire
Si l’homme fut présent au niveau de Champfromier aux temps préhistoriques les plus anciens, le dernier glacier du Jura en a emporté toutes traces... Une présence au Mésolithique et au Néolithique est présumée, mais sans preuves explicites à Champfromier.

### Antiquité
Une occupation territoriale par les Romains n’est pas non plus attestée. Un tombeau renfermant deux squelettes dits burgondes fut mis au jour en 1891 à proximité de l’église.

### Moyen Âge
Paroisse (Ecclesia sancti Martini Altissiodorensis, Chamfromier) sous le vocable de saint Martin d'Auxerre. Le prieur de Nantua présentait à la cure.
Vers 935, Champfromier fut donné à l'abbaye de Nantua par un comte Albitius et son épouse Odda. L'église était déjà sous le vocable de saint Martin d'Auxerre. Cette église subit de grandes réparations dans le cours du XVIIe siècle. Le clocher fut rebâti en 1611 et la grande nef voûtée, en 1652. En 1777, elle fut agrandie par les soins de l'abbé Genolin. Au commencement de notre siècle elle menaçait ruine et fut entièrement démolie, pour être réédifiée, en 1825, sur les plans de M. Debelay, architecte à Bourg.
Les habitants de Champfromier étaient taillables et main-mortables du prieuré de Nantua. Un arrêt de la chambre des requêtes du palais de Dijon, en date du 18 mars 1616, les maintint dans cette condition, à laquelle ils voulaient échapper.
La paroisse de Champfromier était englobée dans les terres de Nantua (abbaye puis simple prieuré relevant de Cluny à partir de l’an 1100). Le prieur de Nantua était le seigneur de Champfromier. Cette paroisse comporta quatre villages : Champfromier chef-lieu, Monnetier (jadis Monestier, toponyme tendant à évoquer un monastère, Communal et Giron-Devant (mais pas Giron-Derrière, rattaché à Échallon, relevant toutefois aussi de Nantua). Giron-Devant ne fut totalement détaché de Champfromier (pour les tailles) qu’à partir de la Révolution française (et se regroupa alors avec Giron-Derrière pour créer la nouvelle commune de Giron).
La combe d'Evuaz, partie la plus septentrionale de Champfromier et des Terres de Nantua, n’a jamais constitué un village à part entière mais sa délimitation nord (aujourd’hui séparant les départements de l’Ain et du Jura, et même les régions de Rhône-Alpes et de Franche-Comté) a fait l’objet de tractations innombrables depuis le XIIe siècle avec les arbitrages entre Nantua d’une part, et les abbayes de Chézery et de St-Oyen-de-Joux (Saint-Claude) d’autre part.
Au civil, Champfromier avait été sous la domination de la Savoie durant deux siècles (de 1400 environ à 1601). De cette époque, il ne reste plus de témoignages que quelques jolis éléments d’architecture (linteaux à la Croix de Savoie) dans la plus vieille rue du village, la rue de la Fruitière.
Les premières mentions manuscrites attestant de Champfromier (diplôme de Charlemagne et donation d’Odon en 930) sont maintenant reconnues pour émaner de faux diplômes, et ce n’est donc qu’en 1275 (pouillé des décimes) que Chamformier est textuellement cité pour la première fois.
Sont-ce vraiment les Hongres qui détruisirent Nantua (et l’hypothétique monastère de Monestier) vers 934 à 955 ? On évoque aussi les Sarrasins. Par contre, il est admis que Champfromier fut ravagé par les troupes du seigneur de Gex, allié du sire de Thoire-Villars en 1230 (ou 1240 ou 1248), pillé pour le compte de l’abbaye de Chézery peu avant 1335, en 1357, par celles de Nicolas, abbé de Chézery, pillé encore en 1590 au passage des Genevois devenus protestants (épisode la Combe des Huguenots), atteint encore en vies humaines et maisons brûlées lors des picorées de 1634 à 1646, par les Francs-Comtois, avec représailles au fameux Pont d’Enfer.

### Renaissance
Il fut encore question de limites territoriales après le traité de Lyon (1601) entre le Bugey devenu français et la Bourgogne, pour preuve les nombreuses bornes-frontière (1613) qui subsistent encore de nos jours.

### Révolution française
La Révolution porta un rude coup à Champfromier, commune rurale de basse montagne à l’habitat dispersé, créée sans aucune ressource (le bois n’était pas encore une filière commerciale). Après la cure vendue, l’église tombant en ruine à la suite de la dépose des cloches pour les besoins de la guerre, une forêt indivise pillée par absence de gestion autonome et les sévères exigences des révolutionnaires, très actifs au district de Nantua (Albite), il fallut des décennies pour racheter la cure, reconstruire à très grands frais l’église et arriver enfin au partage de la forêt avec Giron. La population, très éparse, descendit vers le village puis partit vers d’autres horizons.

### XIXeetXXesiècles
La population passa de 1 360 habitants environ en 1806, à seulement 326 habitants en 1975, avant de remonter sous l’impulsion d’une création de l'usine MGI Coutier à 606 habitants en 2006.

## Politique et administration

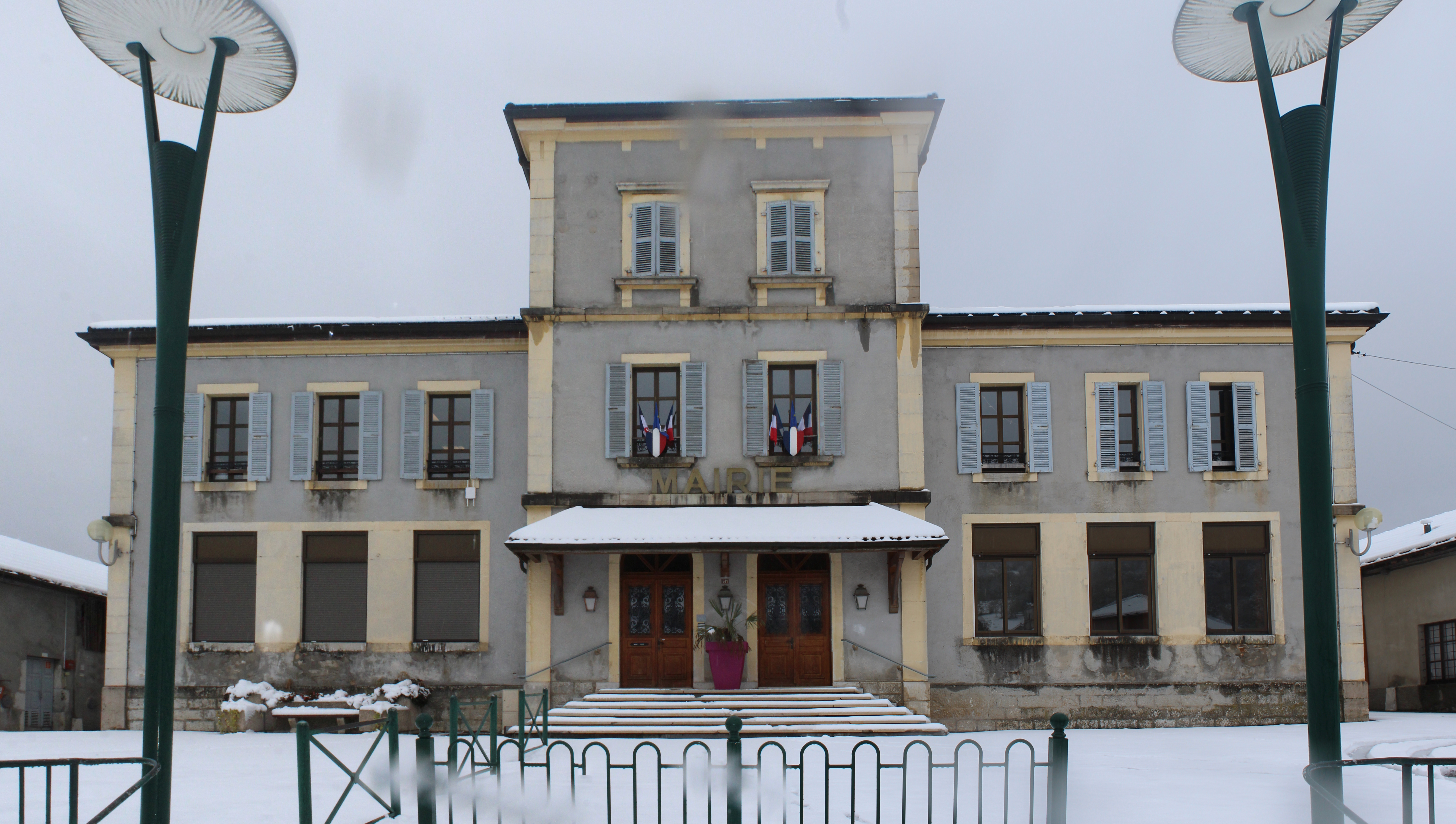
Mairie.

| Période                                  | Période  | Identité        | Étiquette | Qualité                                                           |
| ---------------------------------------- | -------- | --------------- | --------- | ----------------------------------------------------------------- |
| 1935                                     | 1944     | Marius Chapuis  |           | Ébéniste, reporter de cinéma                                      |
| Les données manquantes sont à compléter. |          |                 |           |                                                                   |
| 1995                                     | 2020     | Michel De Souza | UMP-LR    | Commerçant, président de la CC du Pays Bellegardien (2008 → 2014) |
| 2020                                     | En cours | Jacques Vialon  |           |                                                                   |

## Population et société

### Démographie
L'évolution du nombre d'habitants est connue à travers les recensements de la population effectués dans la commune depuis 1793. Pour les communes de moins de 10 000 habitants, une enquête de recensement portant sur toute la population est réalisée tous les cinq ans, les populations de référence des années intermédiaires étant quant à elles estimées par interpolation ou extrapolation. Pour la commune, le premier recensement exhaustif entrant dans le cadre du nouveau dispositif a été réalisé en 2004.
En 2022, la commune comptait 709 habitants, en évolution de −2,74 % par rapport à 2016 (Ain : +5,15 %, France hors Mayotte : +2,11 %).
| 1793 | 1800  | 1806  | 1821  | 1831  | 1836  | 1841  | 1846  | 1851  |
| ---- | ----- | ----- | ----- | ----- | ----- | ----- | ----- | ----- |
| 978  | 1 249 | 1 360 | 1 357 | 1 397 | 1 247 | 1 160 | 1 215 | 1 245 |

| 1856  | 1861  | 1866  | 1872 | 1876 | 1881 | 1886 | 1891 | 1896 |
| ----- | ----- | ----- | ---- | ---- | ---- | ---- | ---- | ---- |
| 1 094 | 1 053 | 1 042 | 961  | 966  | 904  | 951  | 910  | 861  |

| 1901 | 1906 | 1911 | 1921 | 1926 | 1931 | 1936 | 1946 | 1954 |
| ---- | ---- | ---- | ---- | ---- | ---- | ---- | ---- | ---- |
| 831  | 839  | 794  | 724  | 592  | 570  | 557  | 456  | 597  |

| 1962 | 1968 | 1975 | 1982 | 1990 | 1999 | 2004 | 2006 | 2009 |
| ---- | ---- | ---- | ---- | ---- | ---- | ---- | ---- | ---- |
| 517  | 428  | 326  | 332  | 440  | 593  | 613  | 606  | 676  |

| 2014 | 2019 | 2022 | - | - | - | - | - | - |
| ---- | ---- | ---- | - | - | - | - | - | - |
| 730  | 735  | 709  | - | - | - | - | - | - |

### Jumelages
- la commune de Champfromier est jumelée avec la commune de Puyméras (Vaucluse) depuis 1993[réf. souhaitée].

## Économie
Sur le territoire de la commune est implanté le siège social, ainsi qu'une usine MGI COUTIER, équipementier automobile d'envergure mondiale.
Comme d'autres communes de la vallée, Champfromier tire également partie de la filière bois, grâce à son importante forêt et aux scieries implantées sur son territoire.
Un projet de carrière de roche d'une superficie de 30 ha était à l'étude, avant d'être rejeté par délibération du conseil municipal le 4 décembre 2009, à la suite d'une forte opposition des habitants.
La commune de Champfromier fait partie intégrante des 146 communes de la zone d’emploi du Genevois français.

## Culture locale et patrimoine

### Lieux et monuments

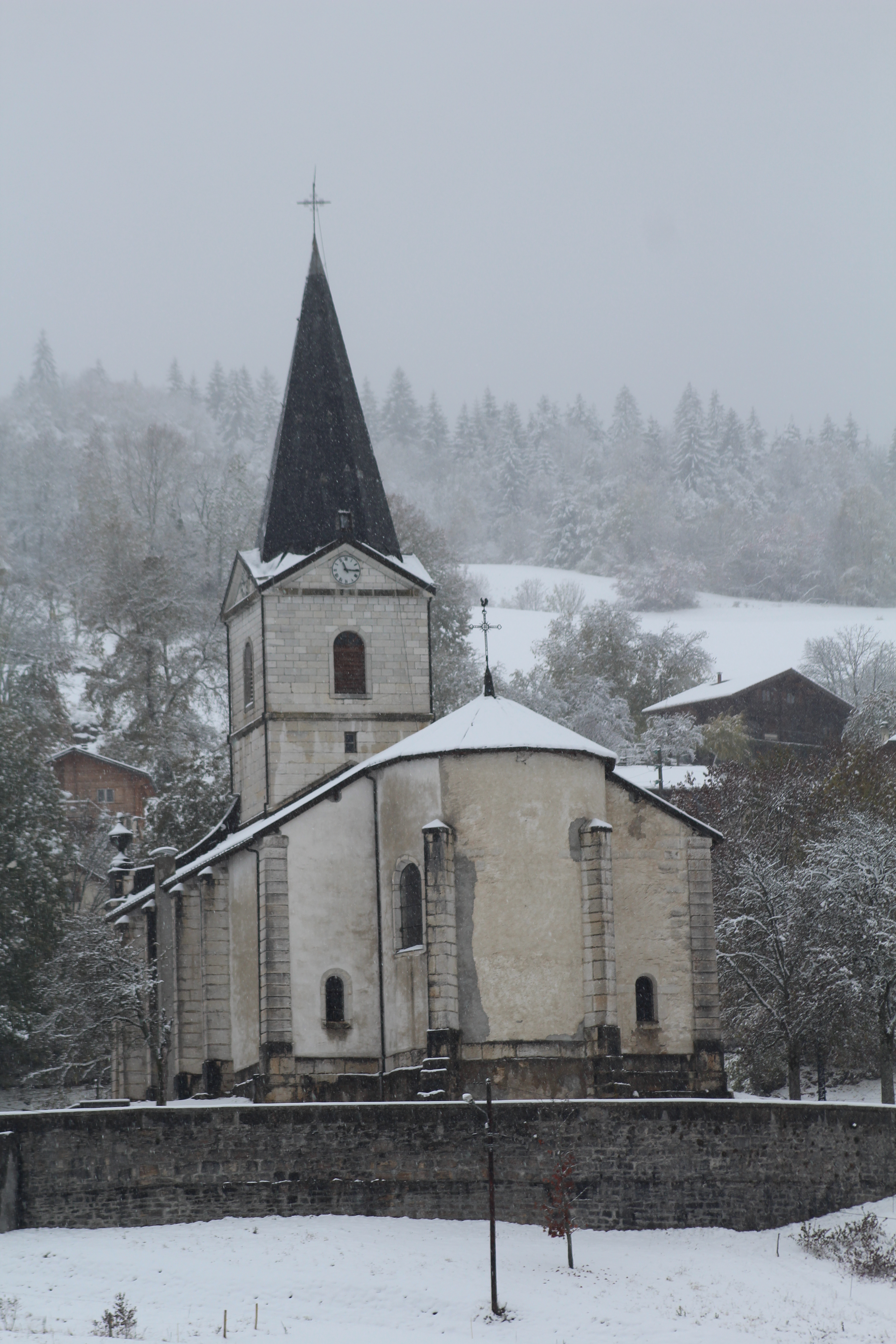
Église Saint-Martin.

- La borne de la Buna (à la Combe d'Evuaz) datant de 1613 (ne pas confondre avec la Borne au Lion dite des Trois Empires, bien plus connue, mais classée MH de Chézery, le même jour), fait l’objet d’un classement au titre des monuments historiques depuis le 12 janvier 1926[20]. Récemment une autre borne frontière de 1613 a été retrouvée : la « borne du Remblan ». Ayant été détournée de son usage pour servir de pierre d'angle dans ce qui apparait aujourd'hui comme une ruine, elle a été préservée des aléas pendant quatre siècles ce qui en fait la borne la mieux conservée[21].
- Église Saint-Martin de Champfromier
- Chapelle Saint-Julien de Champfromier
- Haute Crête
- Crêt de l'Auger
- Forêt de Champfromier

### Personnalités liées à la commune
- Joseph Tournier, né à Champfromier le 25 avril 1854 et mort à Belley le 14 juillet 1938, chanoine, précurseur de l'archéologie, de l'étude de la préhistoire et de la géologie du département de l'Ain. Il est également le fondateur de la première association française de parents d'élèves.
- Marius Chapuis, opérateur de cinéma pour les frères Lumière